# 銀河系傳承 MIXIM☆11
《銀河系傳承》（MIXIM☆11）是日本漫畫家安西信行的少年漫畫作品。於小學館的《週刊少年Sunday》連載，連載開始時的名稱為《MiXiM♀12》（ミクシム★トゥエルヴ），而後改成《MIXIM☆11》（ミクシム☆イレブン）。台灣由東立出版社出版。

## 概要
安西信行與原助理職位的野坂尚史（2008年33號後改稱野坂恒）共稱「安西信行野坂尚史」。同年33號改變為「安西信行☆野坂恒」。日版單行本第一集的作者名稱為「安西信行☆野坂恒」（台版沒有），但網路上的記載與情報常常招致誤會，而後單行本改回「安西信行」的名義。作者於MÄR魔兵傳奇結束連載後，曾宣稱無限期休筆，不再畫漫畫（健康因素），但兩年後，因為個人因素（單行本第一集上是說因為「想畫星空」），再度執筆。
「MIXIM」是由兩個MIX單字合成而來的自創詞彙，話數單位是「Mix.○」，也代表「融合」的意思。其中，故事裡也有包含作者以前的作品的要素，像是火箭公主與烈火之炎的要素。

## 劇情簡介
主角分別是由個性和家庭背景完全不同的高中三人組所組成的，而這三個人的共通點就是異性緣極差。
某一個夜晚，一名少女在他們眼前從天而降，並說他們三位是北極星王子的候選人。但他們三個人當中，卻只有其中一位才是真正的王子。很久以前，因某個組織企圖將三名王子候選人殺死，北極星王便將他們三位送至地球來避難，且為了不讓王子愛上地球人，並與地球人結婚生子，所以王下了會讓王子「沒有異性緣的魔法」，但這種魔法卻對擁有星座刻印的12名少女無效。
而這時，出現了名為BIG BANGØ的組織，企圖殺害這12名星座少女與三位王子候選人。一場圍繞著宇宙的戰鬥也因此拉開了序幕。

## 登場人物

### 北極星的王子候選人
祭 壱松（まつり いちまつ）
主人公的一人，高中一年級。成績超爛，打架無敵。桃花運極差。
喜歡可愛的東西
受到星之加護的媒介是五隻指玩偶（是小時候弓送給壱的護身符，因此壱星很珍惜它們），每個都隱藏著不同的星座。
尖尖（トンガリ）...射手座
通常能力為豪力（ストロンガリ）。
NØVA後可變成大型弓箭「喀戎」（ケイローン）加以刺穿對手。
MR.優雅（Mr.ダンディ）...水瓶座
通常能力為武具化（ダンディズム），可將物品適當的轉化為金屬物成為武器。
NØVA後可變成超大型水瓶「甘尼美德」（ガニュメデス）並以其重量壓垮敵人。
福獅子（ふくレオ）...獅子座
通常能力為飛行少年，能以高速自由自在的在空中飛翔。
NØVA後自身變成可行動的「軒轅十四」，其能力為吃下的東西將他排洩在地上，在大地融合唯一形成「軒轅十四的牢獄」，因其能力太過不雅，也被「雙子座」少女桃子禁止對她發動。
D‧O‧G（デス・オア・グローリー）（死亡或榮耀）
屍（しかばね）
参宮橋 竹蔵（さんぐうばし たけぞう）
主人公的一人，高中一年級。壱松的朋友。家境富裕。喜歡玩PSP。桃花運極差，第一回曾一度因此想從校舍屋頂跳樓自殺，被壱松制止。受到天蝎座星的加護。看到喜欢的二次元或三次元的女生就会流鼻血。在游戏娱乐中心遇到穿普装的九条真央后，便暗恋着她。但是，不知道她就是班里的班长。利用PSP来战斗。
體能不強，但手指反射速度快，是為左手鬥士。
小魔女（デビロック）
跟天蝎座NOVA合并后，能在26秒之內以超高速射出「777發（Unlucky）」攻击。
百手百足（ひゃくしゅむかで）

春野 小梅（はるの こうめ）
主人公的一人，高中一年級。壱松的朋友。年紀比其他兩個人都小，是個跳級生，成績很好。熱心助人，但也有人因此利用他。桃花運極差。是北極星國王的兒子，由於其真正北極星王子的身分，而被big bang抓走，最後被壹松等人救出
小狗玩偶装
擁有像狗的嗅覺和聽覺。
NØVA後可以招喚出「阿絲特莉亞的審判」。其能力為抽出兩人的火炎（類似靈魂），並由「阿絲特莉亞」進行審判發問問題以測量兩人對於問題的重量，輸者將會被授與懲罰，罪孽越重者懲罰程度越重，而對於敗者將會依其罪刑釋放出雷電給予逞罰。
恐龍玩偶装
擁有像恐龍的野性，其戰鬥力十足但目前最多只能維持十分鐘的野性，而且使用後必需隔三天才能再使用一次。
京乃 歌丸（きょうの うたまる）
壱松班上的轉學生，其實是「第四位王子」。其真正的目的死守12星座少女，但壹松等人對他來說是個阻礙，所以認為有排除的必要，受到了男生女生歡迎，最討厭人家甩他巴掌。

### 十二星座的少女
神矢 弓（かみや ゆみ）
高中一年級，壱松的青梅竹馬。在家會練腹肌，跟爸爸扳手指，長的相當漂亮。與真央同班且是好朋友，雙方有在進行交換日記，本身因為愛好很像大叔，因此令所有男生卻步。知道自己為12星之女也知道壱松等人是北極星王子候選人，與壹松互有好感，「射手座」的記號在右胸。
片山 戀（かたやま れん）
高中一年級，天秤座的少女。「天秤座」的記號在左手手背上。從壱松那收到的小狗玩偶裝讓小梅穿上並叫他「哥哥」，與小梅互有好感，個性非常害羞，所以沒甚麼朋友，不過在被潘朵拉派遣的刺客追殺時，遇到了弓與真央，並成為了好朋友。
九条 真央（くじょう まお）
高中一年級，班長。天生麗質。跟弓同班且是好朋友，雙方有在進行交換日記，喜歡竹藏，「水瓶座」的記號之所在不明，不過，據安西信行本人表示，「水瓶座」的記號在大腿。
高屋敷 桃子（たかやしき ももこ）
高中一年級，雙子座的少女，也是星座少女裡面唯一擁有戰鬥能力的人。「雙子座」的記號在左眼。很愛吃零食，為了掩護自己是12星之女，在學校裡面扮演不起眼角色。睡覺時一定要睡6小時且只穿內衣褲才能睡著。被北極星國王送王子來地球時發現並帶回北極星養育，在北極星國王培育之下，成為目前擁有可保護自己實力的12星之女，同時也被國王下令保護王子們。壱松等人在她的訓練之下變得非常厲害，對十三有好感。
口紅
通常能力為紅魔法，依照不同部位畫上口紅可以擁有不同個性，將口紅塗在嘴唇上可以變成戰鬥派，在學校則為屁股上。
NØVA的能力是由全身為火的克斯特加上可以灌注火藥的女人（姐弟）聯合發動攻擊「燃燒熾烈的擁抱」。
静蕾（じんれい）
處女座的少女。「處女座」的記號在右腕，中國人。被big bang殺死了。
史黛拉
金牛座的少女。「金牛座」的記號在脖子，意大利人。被big bang殺死了。

### BIG BANGØ

#### 王女
外觀是個穿著黑色洋裝、頭上還綁著蝴蝶結的小女孩，是big bang的首領，平常力量被shadow matter四人封印，最後被壹松用十二星座星之加護的弓射殺

#### SHADOW-MATTER
由以下四人所構成的特殊部隊：
潘朵拉
雷屬性能力者，武器是一把大劍。擁有翅膀，對於自己有著絕對的自信。喜歡擁有實力的人，被他所認可的人他會想記住他們的名字，實力非常強大，並送給壱松刻印。
大劍的NOVA:處女座-伊斯塔之刃，可以調節重力。
帝瑪特
NØVA為鯨魚座，被潘朵拉封印，只有被印上刻印且潘朵拉的指令，才會吃下敵人
阿拉蔻妮
能力是操縱寄生蟲。原本的目的是要殺掉水瓶座之女，但被壱松發現，首度交戰被壱松的NØVA「喀戎」打斷右手。跟潘朵拉一樣送給壱松刻印，但刻印被轉移至小梅身上,在最終篇中被桃子的雙子座NOVA擊敗
尼米希斯
DODO
shadow matter當中最奸詐，最殘爆的，什麼東西都能吃，並且解放了十二難行，跟潘朵拉一樣送給壱松刻印，但刻印被轉移至竹藏身上。本身非常的強大，尤其是身體特別的堅硬。
被竹藏的百手百足，壹松的喀融所傷，最後死於歌丸的水柱攻擊。
黑加
原本為SHADOW-MATTER一員，與阿拉蔻妮、尼米希斯實戰測驗因使出全力而疲憊不堪，最後被DODO吃掉。

#### 12難行
被DODO從監獄行星「畢格里森」放出來的罪犯們。

##### 12難行最兇本隊
零（ゼロ）
實力非常堅強，極度想知道所有事情，原因只是因為想知道，但知道所有事情之後，便會將其破壞。
庫蕾塔（クレタ）
能夠預知的女人，與壱松等人見面告知小梅是真正王子，會利用符咒控制已死屍體變成活屍體，後被桃子的雙子座NOVA炸死。
西波利（ヒッポリー）
操控雷電之力。可以從手指放電出去並調節強弱，與同樣為12難行沃路堅情同兄弟，因此非常憎恨打敗沃路堅的壱松等人。
蓋佩洛斯（ケベロス）
全身包著繃帶，其面貌為三頭犬，被音色和十三打倒之後，又被庫蕾塔用符咒操控，但庫蕾塔被打敗之後也停止行動。
奈亞（ネイアー）
實力不詳，整個故事當中並沒有與壱松等人交手。

##### 12難行特攻部隊
海卓拉（ヒュドラ）
綁走十三的人，被小梅以恐龍裝擊敗。
阿蓋斯（アウゲイアス）
以嗜殺為嗜好，殺掉了來大峽谷的旅客，最後被竹藏的「百足蜈蚣」擊敗。
斯廷法利斯（ステュム＝パリデス）
個性其實善良，與壱松首度交戰被擊敗，擁有強大的力量。同時也惋惜壱松在戰鬥的心態。原因是因為壱松很像他的師傅「黑加」，因此非常關心壱松，與DODO決戰前，告知壱松等人 DODO和SHADOW-MATTER的秘密與由來，而在壱松失去「尖尖」的第一時間將壱松帶離現場。
佩利戴斯（ペリデス）
女性小孩，可以自行操控人體身上的成長，被音色擊敗，但與音色交戰時貌似保留許多實力。
尼米亞（ネメア）
與狄歐米德斯在半夜時突襲壱松等人，被桃子以"五臨終"擊敗。
狄歐米德斯（ディオメデス）
抓走十三並引誘壱松等人來大峽谷戰鬥的人，雖然犧牲尼米亞打傷桃子但被生氣的壱松擊敗抓住，並透露包含他，壱松等人目前為止擊敗的只是特攻部隊，留下來的本隊各各實力在他們之上。
沃路堅（ヴァルカン）
被潘朵拉派遣來殺12星之女的刺客，被壱松擊敗之後，最後被潘朵拉的帝瑪特吃掉。與12難行本隊的西波利交情如同兄弟。

### 其他人物
卡露蜜娜（カルミナ）
被北極星國王派遣至地球尋找真正王子、同時也是賜予壱松星之守護力量的人。
永井勝巳（ながい かつみ）
壱松等人的學長，同時也像家人一樣的關懷壱松等人。並教壱松很多事情。壱松也曾說過勝巳就像他的大哥一樣，很尊敬他。
永井秋子
永井勝巳的妹妹。
紫櫻（しざくら）
桃子的「父親」，並培養桃子成為戰鬥高手的人。也是將壹松、小梅與竹藏從北極星帶來地球的人。
音色（ネロ）
歌丸的保鑣，操縱砂的高手，實力非常可靠。
三角門
可以開啟異世界之門，並保存東西，但時限為三小時，超過這時間，音色可能也無法將東西找回。
鷹眼
讓自己的視力變成10.0觀察遠處的敵人
砂人偶「克蘿亞」（砂人形アロア）
可以從嘴巴吐出砂，產生流砂穴，利用地心引力將敵人拉至地球中心。也可以和十三聯合攻擊組成「天地」。
十三（じゅうぞう）
歌丸的保鑣，同時也是操控火炎之高手，力氣很大，還是桃子喜歡的人。
酒瓶與手槍...牡羊座
通常能力是「FFWF（ファイト・ファイア・ウイズ・ファイア）」。

## 用語
星之加護（ほしのかご）
能把12星座的力量注入在自己「重要的東西」上並獲得能力。
NØVA（ノウヴァ）（新星）
比星之加護擁有更強大的力量，也是星之加護的最大招式。

## 出版書籍
| 冊數 | 小學館         | 小學館                 | 東立出版社     | 東立出版社             |
| 冊數 | 發售日期       | ISBN                   | 發售日期       | ISBN                   |
| ---- | -------------- | ---------------------- | -------------- | ---------------------- |
| 1    | 2008年10月17日 | ISBN 978-4-09-121498-0 | 2010年1月26日  | ISBN 978-986-10-5083-6 |
| 2    | 2008年12月18日 | ISBN 978-4-09-121557-4 | 2010年3月5日   | ISBN 978-986-10-5084-3 |
| 3    | 2009年3月18日  | ISBN 978-4-09-121617-5 | 2010年3月22日  | ISBN 978-986-10-5085-0 |
| 4    | 2009年6月18日  | ISBN 978-4-09-122019-6 | 2010年4月12日  | ISBN 978-986-10-5086-7 |
| 5    | 2009年9月17日  | ISBN 978-4-09-121748-6 | 2010年5月4日   | ISBN 978-986-10-5087-4 |
| 6    | 2009年12月18日 | ISBN 978-4-09-122030-1 | 2010年6月17日  | ISBN 978-986-10-5088-1 |
| 7    | 2010年3月18日  | ISBN 978-4-09-122188-9 | 2010年11月5日  | ISBN 978-986-10-5481-0 |
| 8    | 2010年6月18日  | ISBN 978-4-09-122330-2 | 2010年12月7日  | ISBN 978-986-10-5985-3 |
| 9    | 2010年8月18日  | ISBN 978-4-09-122509-2 | 2011年2月11日  | ISBN 978-986-10-6230-3 |
| 10   | 2010年11月18日 | ISBN 978-4-09-122667-9 | 2011年10月6日  | ISBN 978-986-10-6873-2 |
| 11   | 2011年2月18日  | ISBN 978-4-09-122788-1 | 2011年11月21日 | ISBN 978-986-10-7484-9 |
| 12   | 2011年4月18日  | ISBN 978-4-09-122855-0 | 2012年5月9日   | ISBN 978-986-10-7851-9 |

## 外部連結
- WEBサンデー MIXIM☆11
- 漫画家BACKSTAGE 安西信行